# Премія «Люм'єр» за найкращу музику до фільму
Премія «Люм'єр» за найкращу музику до фільму (фр. Prix du meilleur musique) — одна з премій, яку присуджує французька Академія «Люм'єр» (фр. Académie des Lumières) з 2016 року.

## Переможці та номінанти
Нижче наведено список лауреатів та номінантів премії. Імена переможців виділені окремим кольором.

### 2010-ті
| Рік        | Композитор                      | Назва фільму українською                   |
| ---------- | ------------------------------- | ------------------------------------------ |
| 2017 21-ша | ★ Грегуар Етзель                | Тепла пора року та Три спогади моєї юності |
| 2017 21-ша | Бруно Куле                      | Щоденник покоївки                          |
| 2017 21-ша | Воррен Елліс                    | Мустанг                                    |
| 2017 21-ша | Gesaffelstein                   | Меріленд                                   |
| 2017 21-ша | Беатріс Тір'є                   | Астрагал                                   |
| 2017 21-ша | Жан-Клод Ваньє                  | Мікроб і Бензин                            |
| 2017 22-га | ★ Ібрагім Маалуф                | У лісах Сибіру                             |
| 2017 22-га | Софі Гунгер                     | Життя Кабачка                              |
| 2017 22-га | Робін Кудер                     | Планетаріум                                |
| 2017 22-га | Лорен Перез дель Мар            | Червона черепаха                           |
| 2017 22-га | Філіпп Ромбі                    | Франц                                      |
| 2017 22-га | Габрієль Яред                   | Це всього лиш кінець світу                 |
| 2018 23-тя | ★ Арно Реботіні                 | 120 ударів на хвилину                      |
| 2018 23-тя | Грегуар Етзель                  | Привиди Ісмаеля                            |
| 2018 23-тя | Гаспар Клаус                    | Макала                                     |
| 2018 23-тя | Готьє Серр (Igorrr)             | Жаннетт: Дитинство Жанни д'Арк             |
| 2018 23-тя | Філіпп Ромбі                    | Подвійний коханець                         |
| 2018 23-тя | Анжело Фолє та Гран Кор Маляд   | Пацієнти                                   |
| 2019 24-та | ★ Венсан Бланшар та Ромен Грефф | Гі                                         |
| 2019 24-та | Камілль Базба                   | Щось не так з тобою                        |
| 2019 24-та | Александр Деспла                | Брати Сістерс                              |
| 2019 24-та | П'єр Деспра                     | Дикі хлопчаки                              |
| 2019 24-та | Грегуар Етзель                  | Неможливе кохання                          |